# Петър Мърмев
Петър Мърмев е български политик, журналист, просветен деец и революционер, деец на Вътрешната македоно-одринска революционна организация.

## Биография
Мърмев е роден на 23 април 1884 година в Прилеп, Османската империя, днес Северна Македония. В 1907 година завършва търговската гимназия в Лозана, Швейцария, а след това – социология. Работи като учител в Прилеп в периода 1902 – 1904 година и е член на околийския комитет на ВМОРО. Участва в редакцията на революционния вестник „Шило“. След Прилеп Мърмев учителства в Одринската българска мъжка гимназия, в Свищов, София и на други места. 
Участва като делегат от Кюстендилското македонско братство в обединителния конгрес на Македонската федеративна организация и Съюза на македонските емигрантски организации от януари 1923 година.
Взема участие в редактирането на вестник „Независима Македония” в периода 1923 – 1926 и на списание „Илюстрация Илинден“ от 1928 до 1944 година. Член-учредител е на Македонския научен институт. В 1928 година след убийството на Александър Протогеров за кратко е в редакцията на вестник „Македония“ заедно с Иван Хаджов, Георги Кондов и Данаил Крапчев. Избран е за съветник в ръководството на Илинденската организация през 1929 и 1931 година на Петия и Шестия редовен конгрес на организацията. През януари 1929 година е сред делегатите от Прилепското братство на VІІ Редовен конгрес на Съюза на македонските емигрантски организации. На VІІІ Редовен конгрес на Съюза на македонските организации през ноември 1929 година е избран в състава на Политическата комисия.
Народен представител от Горноджумайско (заедно с Иван Ингилизов и Васил Василев) от македонската парламентарна група в ХХІІІ ОНС (1931 - 1934) и неин секретар.

През 1933 година на Великия македонски събор заедно с ръководителите на другите бежански македонски организации подписва Призив към македонския народ, в който се казва: 
| „ | известните партизански кръжоци в България ще престанат да тормозят нашето освободително дело, което в основата си е дело за спасение на българщината в Македония... Да живее свободният български народ! | “ |

След Деветнадесетомайския преврат е арестуван от новата власт и е съден, като по-късно е въдворен в Лом. Става учител в Свищов. Умира на 23 юли 1945 година в Свищов.